# L.P.R. Brakes-Farnese Vini
L.P.R. Brakes-Farnese Vini war eine italienisch-irische Radsportmannschaft.
Trotz einer irischen Lizenz sind im Team hauptsächlich Italiener gefahren. Die Mannschaft nahm seit 2005 an der UCI Europe Tour als Professional Continental Team teil. Die Mannschaft erhielt nach der Fusion mit Androni Giocattoli-3C Casalinghi als Team LPR von der UCI eine Professional Continental Lizenz für das Jahr 2007. Nach der Saison 2009 wurde das Team wegen des Dopingfalls um Danilo Di Luca aufgelöst.

## Saison 2009

### Erfolge in der ProTour
| Datum    | Rennen                      | Fahrer              |
| -------- | --------------------------- | ------------------- |
| 12. März | 2. Etappe Tirreno–Adriatico | Alessandro Petacchi |
| 10. Mai  | 2. Etappe Giro d’Italia     | Alessandro Petacchi |
| 11. Mai  | 3. Etappe Giro d’Italia     | Alessandro Petacchi |
| 12. Mai  | 4. Etappe Giro d’Italia     | Danilo Di Luca      |
| 19. Mai  | 10. Etappe Giro d’Italia    | Danilo Di Luca      |

### Erfolge in der Europe Tour
| Datum               | Rennen                                         | Kat. | Fahrer                |
| ------------------- | ---------------------------------------------- | ---- | --------------------- |
| 7. Februar          | Gran Premio Costa degli Etruschi               | 1.1  | Alessandro Petacchi   |
| 15. Februar         | 3. Etappe Giro della Provincia di Grosseto     | 2.1  | Daniele Pietropolli   |
| 13.–15. Februar     | Gesamtwertung Giro della Provincia di Grosseto | 2.1  | Daniele Pietropolli   |
| 28. Februar         | 5. Etappe Giro di Sardegna                     | 2.1  | Alessandro Petacchi   |
| 31. März            | 1. Etappe Settimana Ciclistica Lombarda        | 2.1  | Mannschaftszeitfahren |
| 1. April            | 2. Etappe Settimana Ciclistica Lombarda        | 2.1  | Alessandro Petacchi   |
| 3. April            | 4. Etappe Settimana Ciclistica Lombarda        | 2.1  | Alessandro Petacchi   |
| 31. März – 5. April | Gesamtwertung Settimana Ciclistica Lombarda    | 2.1  | Daniele Pietropolli   |
| 15. April           | Scheldeprijs                                   | 1.HC | Alessandro Petacchi   |
| 25. April           | 4. Etappe Giro del Trentino                    | 2.1  | Danilo Di Luca        |
| 3. Mai              | Giro di Toscana                                | 1.1  | Alessandro Petacchi   |
| 6. Juni             | Memorial Marco Pantani                         | 1.1  | Italien               |
| 13. Juni            | 2. Etappe Delta Tour Zeeland                   | 2.1  | Alessandro Petacchi   |

### Zugänge – Abgänge
| Zugänge                    | Team 2008       | Abgänge                     | Team 2009                    |
| -------------------------- | --------------- | --------------------------- | ---------------------------- |
| Alberto Ongarato           | Team Milram     | Paolo Bailetti              | Fuji-Servetto                |
| Marco Cattaneo             | NGC Medical-OTC | Alessandro Maserati         | Ceramica Flaminia            |
| Lorenzo Bernucci           | Cinelli-OPD     | Luca Celli                  | Serramenti PVC Diquigiovanni |
| Fabio Negri                | Neoprofi        | Ruslan Pidhornyj            | ISD                          |
| Damiano Caruso (ab 01.07.) | Neoprofi        | Walter Proch                | Betonexpressz 2000-Limonta   |
|                            |                 | Raffaele Ferrara            | Unbekannt                    |
|                            |                 | Paolo Savoldelli            | Karriereende                 |
|                            |                 | Danilo Di Luca (bis 12.08.) | Entlassen                    |

### Mannschaft
| Name                   | Geburtstag         | Nationalität | Team 2010            |
| ---------------------- | ------------------ | ------------ | -------------------- |
| Lorenzo Bernucci       | 15. September 1979 | Italien      | Lampre-N.G.C.        |
| Gabriele Bosisio       | 6. August 1980     | Italien      | Dopingsperre         |
| Damiano Caruso         | 12. Oktober 1987   | Italien      | De Rosa-Stac Plastic |
| Marco Cattaneo         | 5. Juni 1982       | Italien      | De Rosa-Stac Plastic |
| Riccardo Chiarini      | 20. Februar 1984   | Italien      | De Rosa-Stac Plastic |
| Claudio Cucinotta      | 22. Januar 1982    | Italien      | De Rosa-Stac Plastic |
| Giairo Ermeti          | 7. April 1981      | Italien      | De Rosa-Stac Plastic |
| Roberto Ferrari        | 9. März 1983       | Italien      | De Rosa-Stac Plastic |
| Jure Golčer            | 12. Juli 1977      | Slowenien    | De Rosa-Stac Plastic |
| Sergio Laganà          | 4. November 1982   | Italien      | De Rosa-Stac Plastic |
| Sergio Marinangeli     | 2. Juli 1980       | Italien      | De Rosa-Stac Plastic |
| Matteo Montaguti       | 6. Januar 1984     | Italien      | De Rosa-Stac Plastic |
| Fabio Negri            | 6. Dezember 1982   | Italien      | De Rosa-Stac Plastic |
| Alberto Ongarato       | 24. Juli 1975      | Italien      | Vacansoleil          |
| Alessandro Petacchi    | 3. Januar 1974     | Italien      | Lampre-N.G.C.        |
| Daniele Pietropolli    | 11. Juli 1980      | Italien      | Lampre-N.G.C.        |
| Cristiano Salerno      | 18. Februar 1985   | Italien      | De Rosa-Stac Plastic |
| Alessandro Spezialetti | 14. Januar 1975    | Italien      | Lampre-N.G.C.        |

## Platzierungen in UCI-Ranglisten
UCI-Weltrangliste
| Saison | Mannschaftswertung | Fahrerwertung           |
| ------ | ------------------ | ----------------------- |
| 2004   | 18. (GSII)         | Dmitri Konyschew (295.) |

UCI Africa Tour
| Saison | Mannschaftswertung | Fahrerwertung |
| ------ | ------------------ | ------------- |
| 2008   | 10.                |               |
| 2009   | -                  | -             |

UCI Europe Tour
| Saison | Mannschaftswertung | Fahrerwertung            |
| ------ | ------------------ | ------------------------ |
| 2005   | 6.                 | Danilo Napolitano (6.)   |
| 2006   | 34.                | Mychajlo Chalilow (76.)  |
| 2007   | 5.                 | Borut Božič (18.)        |
| 2008   | 3.                 | Danilo Di Luca (5.)      |
| 2009   | 9.                 | Alessandro Petacchi (5.) |

UCI World Calendar
| Saison | Mannschaftswertung | Fahrerwertung             |
| ------ | ------------------ | ------------------------- |
| 2009   | 24.                | Alessandro Petacchi (48.) |